# Sempronio (nome)
Sempronio  è un nome proprio di persona italiano maschile.

## Varianti
- Femminili: Sempronia[1][2]

### Varianti in altre lingue
- Catalano: Semproni
- Croato: Sempronije
- Latino: Sempronius[1]
  - Femminili: Sempronia[1]
- Polacco: Semproniusz
- Portoghese: Semprónio
- Russo: Семпроније (Sempronije)
- Sloveno: Sempronij
- Spagnolo: Sempronio

## Origine e diffusione
Continua il latino Sempronius, nome di una gens romana, la Sempronia; potrebbe basarsi sul termine latino semper ("sempre"), con il possibile significato di "costante", mentre altre fonti lo riconducono a vari termini greci con significati quali "esperto", "prudente" o "concode"; si noti a tal riguardo che, in alcuni casi, il nome "Sempronio" (in latino Sempronius) è usato intercambiabilmente con Sinfronio (in latino Symphronius), nome di più plausibile origine greca, forse correabile a Sinforosa.
Al giorno d'oggi è diventato desueto, ed è conosciuto perlopiù per il suo utilizzo nell'espressione comune "Tizio, Caio e Sempronio".

## Onomastico
L'onomastico si può festeggiare in memoria di più santi, alle date seguenti:
- 3 febbraio, san Sempronio, martire in Africa[7]
- 26 luglio, san Sinfronio o Sempronio, schiavo e martire sotto Valeriano[6]
- 5 dicembre, san Sempronio, martire[2]

## Persone

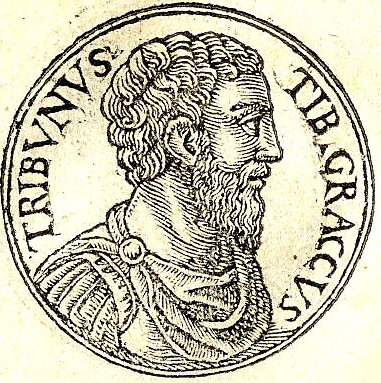
Tiberio Sempronio Gracco (133 a.C.)

- Aulo Sempronio Atratino, console nel 497 a.C. e nel 491 a.C.
- Aulo Sempronio Atratino, tribuno consolare nel 444 a.C.
- Aulo Sempronio Atratino, tribuno consolare nel 425 a.C., 420 a.C. e 416 a.C.
- Aulo Sempronio Atratino, magister equitum nel 380 a.C.
- Gaio Sempronio Gracco, politico romano.
- Gaio Sempronio Tuditano, console nel 129 a.C.
- Marco Sempronio Tuditano, console nel 240 a.C.
- Marco Sempronio Tuditano, console nel 185 a.C.
- Publio Sempronio Sofo, console nel 304 a.C.
- Publio Sempronio Sofo, console nel 268 a.C.
- Publio Sempronio Tuditano, console nel III secolo a.C. che combatté contro Annibale
- Tiberio Sempronio Gracco, console nel 238 a.C.
- Tiberio Sempronio Gracco, console nel 215 a.C. e nel 213 a.C.
- Tiberio Sempronio Gracco, console nel 177 a.C. e nel 163 a.C.
- Tiberio Sempronio Gracco, tribuno della plebe nel 133 a.C., figlio del precedente
- Sempronio II Malatesta, condottiero italiano